# Коронофоровые
Коронофоровые (лат. Coronophorales) — порядок аскомицетовых грибов класса Sordariomycetes. Название порядка дано по семейству Coronophoraceae Höhn. 1907, в современной систематике считающемуся синонимом семейства Nitschkiaceae (Fitzp.) Nannf. 1932. В состав порядка входят 26 родов и 87 видов. По данным 2010 года (сайт «Энциклопедия жизни») содержит 3 семейства, роды указанного в «Словаре грибов» 4-го семейства Scortechiniaceae перенесены в сем. Nitschkiaceae; один род Lasiosphaeriopsis с двумя видами не отнесён к семействам.